# Џул-Томсонов ефекат
|  |  |

У термодинамици, Џул-Томсонов ефекат је непосредни експериментални доказ да између честица у гасу или течности постоје привлачне силе. Манифестује се променом температуре течности или гаса при наглом ширењу. Ефекат је назван по Џејмсу Прескоту Џулу и Вилијаму Томсону (барон Келвин) који су га открили 1852. и експериментално доказали.

## Опис
Експеримент се састоји у томе да се гас из једног топлотно изолованог суда (А), где се налази под повишеним притиском 1, пропушта кроз порозни чеп ка другом суду (В), где се гас налази под знатно нижим притиском 2. Посебним пумпама се притисци Р1 и 2 одржавају сталним. Са обе стране порозног чепа у гас су постављени термометри.
Оглед показује да се гас при проласку кроз порозни чеп, уз нагло снижење притиска, односно уз нагло ширење, хлади, загрева или остаје неизмењене температуре, у зависности на којој температури се експеримент изводи.
На графику зависности величине PV/T од притиска гаса уочава се да, у односу на идеалан гас где је величина PV/T константна, реални гасови показују другачије понашање.

## Формуле
Претпоставимо да гас у суду А при притиску 1 заузима запремину 1 , а да у суду В на притиску 2 заузима запремину 2. Рад који гас изврши је једнак:
Нека је процес адијабатски када рад гаса може да буде добијен само на рачун промене унутрашње енергије гаса, тада је:
односно
Збир унутрашње енергије гаса и производа његовог притиска и запремине назива се енталпија, а означава се са Н,
{\displaystyle H=U+PV}
Било каква промена енталпије система може да буде приказана као збир парцијалних промена услед промене температуре, односно притиска. Код Џул-Томсоновог експеримента, енталпија система је константна, па је промена енталпије једнака нули.
Формула за израчунавање промене температуре и промене притиска се добија коришћењем ван дер Валсове једначине написане у облику:
{\displaystyle V={\frac {RT}{P}}-{\frac {a}{RT}}+b}
где су а и b константе, R универзална гасна константа, а P и T притисак и температура.
Коначни облик формуле за израчунавање промене температуре и промене притиска је:
,
где је ΔТ промена температуре, ΔР промена притиска, а  Џул-Томсонов коефицијент.
Важно је запазити да:
- докле год је  , како је десна страна позитивна, долази до снижавања температуре гаса при преласку гаса из простора са вишим притиском у простор са нижим притиском;
- када је  , при експанзији гаса нема промене његове температуре;
- када је  , пролаз гаса ка простору са сниженим притиском је праћен повећањем његове температуре.

Температура гаса на којој нема промене температуре гаса при његовој експанзији назива се температура инверзије Џул-Томсоновог ефекта, и износи:
.

## Примена
Ефекат се примењује као стандардни процес у петрохемијској индустрији, где се ефекат хлађења користи за претварање гасова у течност, као и у многим криогеним применама (нпр. за производњу течног кисеоника, азота и аргона).

## Spoljašnje veze
- „Joule–Thomson process”. Eric Weisstein's World of Physics.
- „Joule–Thomson coefficient”. Eric Weisstein's World of Physics.
- „Joule–Thomson effect”. the truncated free online version of the Encyclopædia Britannica. Архивирано из оригинала 27. 12. 2004. г. Приступљено 27. 12. 2016.
- „Inversion Curve of Joule-Thomson Effect using Peng-Robinson CEOS”. Demonstrations Projects of Wolfram Mathematica.